# Митвиц
Митвиц (њем. Mitwitz) град је у њемачкој савезној држави Баварска. Једно је од 18 општинских средишта округа Кронах. Према процјени из 2010. у граду је живјело 2.953 становника. Посједује регионалну шифру (AGS) 9476154.

## Географски и демографски подаци
Митвиц се налази у савезној држави Баварска у округу Кронах. Град се налази на надморској висини од 304 метра. Површина општине износи 33,2 km². У самом граду је, према процјени из 2010. године, живјело 2.953 становника. Просјечна густина становништва износи 89 становника/km².